# Distretto di Rukum
Il distretto di Rukum era un distretto del Nepal di 188.438 abitanti, che ha come capoluogo Musikot Khalanga. In seguito alle riforme del 2015 è stato soppresso e diviso nei distretti di Rukum Est e Rukum Ovest.
Il distretto faceva parte della zona di Rapti nella Regione del Medio Occidente. Il suo territorio è ora suddiviso tra la Provincia No. 5 e il Karnali Pradesh.
Il territorio è suddiviso in 43 Comitati per lo sviluppo dei villaggi (VDC).
Geograficamente il distretto appartiene alla zona collinare della Mahabharat Lekh.  Nella parte occidentale, a segnare il confine con il distretto di Jajarkot scorre il fiume Thuli Bheri, affluente del Karnali (o Ghaghara).Nella zona est si trova la Riserva di caccia di Dhorpatan. Al centro la valle del Sani Bheri, affluente di sinistra del Thuli Bheri.
Nel distretto vi è una forte presenza del gruppo etnico Magar, che dopo i Chhetri costituisce il secondo gruppo per popolazione.